# アウトカム (企業)
株式会社アウトカム（英文社名：Outcome, Inc.）は、東京都大田区に本社をおく、WEBサイト制作・システム開発等のITソリューション事業を主軸としたインターネット関連企業。

## 企業概要
2018年8月に設立。ITソリューション事業を中心に、主に中小企業に対しマーケティングやブランディング支援等を行う。社名の“アウトカム”は、プロセスを大事にした上で結果にこだわる、そんなサービスを提供していきたいという想いが由来。
2018年、城南信用金庫とのコンソーシアム「城南なんでも相談プラザ」立ち上げに参画。